# Lijst van spelers van Muang Thong United
Deze lijst bevat voetballers die bij Muang Thong United spelen of gespeeld hebben. De spelers zijn gerangschikt volgens het alfabet.

## A
- Ricarnadinho Alves
- Naruphol Ar-Romsawa (2010 - heden)

## B
- Piyapol Bantao (2010 - heden)
- Adnan Barakat (2012-2013)
- Kabfah Boonmatoon (2011 - heden)
- Jay Bothroyd (2014)

## C
- Antônio Chayen
- Sittichok Chaikan
- Pichitphong Choeichiu (2009 - 2013)
- Santi Chaiyaphuak (2011)
- Aly Cissokho (2024 - heden)

## D
- Teerasil Dangda (2007, 2009 - 2019)
- Siaka Dagno (2008 - 2014)
- Ali Diarra (2011 - 2013)
- Artit Daosawang (2011 - 2017)

## I
- Boubacar Issoufou (2009 - heden)

## J
- Jetsada Jitsawad (2009 - 2010)
- Jajá Coelho (2018 - 2019)

## K
- Toni Kallio (2011)
- Adisak Klinkosoom
- Weera Koedpudsa (2011 - heden)
- Mohamed Koné (2010 - 2010)
- Christiane Kouakou (2010 - heden)
- Weerawut Kayem (2010 - heden)

## L
- Melvyn Lorenzen (2025 - heden)

## M
- Weerayut Makmoon
- Messi Mohammed

## P
- Nattaporn Phanrit (2009 - heden)
- Jakkraphan Pornsai (2011 - heden)
- Titipan Puangchan

## R
- Santipab Ratniyom
- Claudio Ramiadamanana (2008 - 2008)
- Zeshan Rehman (2011 - 2012)

## S
- Yaya Soumahoro (2008 - 2010)
- Moussa Sylla (2009 - 2010)
- Prakasit Sansook (2009 - heden)
- Anon Sangsanoi (2011 - heden)
- Valéry Sanou (2009-2009)

## T
- Danaipan Tabpan
- Piyachart Tamaphan (2009-2010)
- Kawin Thamsatchanan (2008 - 2018, 2022 - 2024)
- Woranat Thongkruea
- Datsakorn Thonglao (2010 - heden)
- Amorn Thammanarm (2010 - heden)
- Paitoon Tiepma (2011 - heden)
- Miroslav Tóth (2011 - heden)
- Chatchai Tubteb

## W
- Sassanapong Wattayuchutikool
- Teerathep Winothai (2009-2010)
- Panupong Wongsa
- Ukrit Wongmeema

## Z
- Nobuyuki Zaizen (2010)